# Estrella de Krzeminski
La Estrella de Krzeminski (V779 Centauri / V779 Cen) es un sistema binario masivo encuadrado en la constelación de Centauro.
Está compuesto por una gigante o supergigante azul y una estrella de neutrones.
Tiene magnitud aparente +13,25 y las últimas estimaciones sitúan a este sistema a 5700 ± 1500 pársecs del sistema solar.

## Estrella de neutrones
La estrella de neutrones —denominada Centaurus X-3 (Cen X-3)— es un pulsar de rayos X con un período de 4,84 segundos.
Fue el primer pulsar de rayos X descubierto, así como la tercera fuente de rayos X descubierta en la constelación de Centauro.
Su luminosidad en dicha región del espectro es elevada, aproximadamente igual a 5,0 × 1037 erg/s.
La emisión de rayos X proviene de la materia que desde la gigante cae hacia la estrella de neutrones.
Dicha emisión es promovida por la acreción de materia desde la atmósfera distendida de la caliente gigante hacia el punto de Lagrange interior, L1.
El gas que se desborda probablemente forma un disco de acreción y en última instancia cae en forma de espiral hacia la estrella de neutrones, liberando de esta forma energía potencial gravitacional.
El campo magnético de la estrella de neutrones canaliza el gas, que afluye hacia puntos calientes localizados en su superficie donde tiene lugar la emisión de rayos X.
El período del pulso de Centaurus X-3 muestra una disminución prominente a largo plazo.
Esta disminución, observada por vez primera en Centaurus X-3 y Hércules X-1, también ha sido detectada posteriormente en otros pulsares de rayos X.
El modo más factible de explicar el origen de este efecto es por la torsión ejercida en la estrella de neutrones por el material de acreción.
La estrella de neutrones tiene una masa de 1,21 ± 0,21 masas solares.
Es eclipsada por su compañera cada 2,09 días, siendo la duración del eclipse igual a una cuarta parte del período orbital.
En cuanto a variable, el sistema recibe la denominación de V779 Centauri.

### Historia de su observación
La primera observación de Centaurus X-3 tuvo lugar en 1967 durante el estudio de fuentes cósmicas de rayos X utilizando cohetes sonda.
En 1971 se llevaron a cabo observaciones adicionales con el satélite Uhuru, en forma de veintisiete observaciones de 100 segundos de duración.
Se encontró que las observaciones pulsaban con un período medio de 4,84 segundos, variando dicho período 0,02 segundos.
Más tarde, se puso de manifiesto que las variaciones del período seguían una curva sinusoidal de 2,09 de duración.
Estas variaciones fueron atribuidas al efecto Doppler causado por el movimiento orbital de la fuente, demostrando la naturaleza binaria de Centaurus X-3.
No obstante, la compañera óptica no se descubrió hasta tres años después, en parte porque el sistema está situado en el plano galáctico en dirección del Brazo Espiral de Carina, por lo que hubo que distinguir entre docenas de objetos tenues.
Centaurus X-3 fue finalmente identificado con una tenue estrella variable que recibió el nombre de su descubridor, el astrónomo polaco Wojtek Krzemiński.

## Gigante azul
La componente principal del sistema es una gigante luminosa azul de tipo espectral O6.5II.
Posee una masa de 20,5 masas solares y un radio equivalente a 12 veces el del Sol.
Hay pocas dudas en cuanto a que esta estrella sea la compañera óptica del pulsar, ya que aparentemente está de acuerdo con el período y la fase de Centaurus X-3, siendo la amplitud de su curva de luz semejante a la de otros sistemas binarios masivos.
Las variaciones de luz elipsoidales de doble onda observadas son producidas por una gigante, deformada por mareas que casi llenan su lóbulo de Roche.